# Di Naye Kapelye
A Di Naye Kapelye (jelentése: "új együttes") magyar klezmer zenekar, amely 1993-ban alakult Budapesten. Jiddis és magyar nyelven énekelnek. Lemezeiket a német Oriente Musik kiadó jelenteti meg.
Nevükhöz fűződik az első igazi magyar klezmer album.

## Tagok
- Bob Cohen (hegedű, koboz, cümbüş, furulya, dob, ének)
- Yankl Falk (klarinét, ének)
- Pribojszki Ferenc (cimbalom, dob, furulya)
- Fekete Antal (háromhúros brácsa)
- Kozma Gyula (basszusgitár, koboz, hegedű)

## Diszkográfia
- 1997 – Di Naye Kapelye
- 2001 – A Mazeldiker Yid
- 2008 – Traktorist

## Fordítás
Ez a szócikk részben vagy egészben  a   Di Naye Kapelye című angol Wikipédia-szócikk fordításán alapul.  Az eredeti cikk szerkesztőit annak laptörténete sorolja fel. Ez a jelzés csupán a megfogalmazás eredetét és a szerzői jogokat jelzi, nem szolgál a cikkben szereplő információk forrásmegjelöléseként.